# غوردون والاس (قاضي)
غوردون والاس (بالإنجليزية: Gordon Wallace)‏ هو قاضي أسترالي، ولد في 22 يناير 1900، وتوفي في 11 ديسمبر 1987.